# 希腊原始神
希腊原始神是希腊神话中创世的神祇。由于古希腊人記載了多条不同的神谱，虽然它们不乏共同点，但仍有碍于列出一张完整普适的“希腊原始神”的名单。根据资料来源的不同，目前可大略列出以下谱系：

## 神话来源

### 赫西俄德
最著名的参考无疑是赫西俄德的《神谱》，以至于人们时常把希腊神话的神谱等同于他所给出的这个。他所列出的原始神有：卡俄斯（混沌，Chaos），然后有盖亞（大地，Gaia）、塔爾塔罗斯（地狱，Tartarus）、厄罗斯（欲望，Eros）、倪克斯（夜晚，Nyx）、厄瑞玻斯（黑暗，Erebus），接着是乌拉诺斯（天空，Uranus）、埃忒耳（太空，Aether）以及赫墨拉（白昼，Hemera）。

### 荷马
荷马的神谱相对来讲较少为人所知，他将俄刻阿诺斯和忒堤斯两个海神作为所有其他神祇的始祖，将他们的起源都归于大海。

### 阿尔克曼
在阿尔克曼那里忒提斯是第一位女神，她“协调所有的事情”。她生育了Poros（道路）、Tecmor（界石）和Scotos（死路）。

### 伊壁孟尼德
埃庇米尼得斯将Aer（空气）和倪克斯作为原始神，他们结合而生了塔耳塔罗斯。随后他们又生育了两个提坦，这两个提坦孕育了一个蛋，从这蛋中诞生了新的秩序。

### 阿利斯托芬斯
古希腊剧作家阿里斯托芬的创世说（主要依据他的戏剧《鸟》（The Birds）），他认为混沌神（Chaos）、夜神尼克斯（Nyx）、黑暗神厄瑞玻斯（Erebus）和地狱神塔耳塔洛斯（Tartarus）是同时第一个出现的，夜神尼克斯把一个蛋放在黑暗神厄瑞玻斯体内，这个蛋生出了爱神厄洛斯（Eros）。

### 俄耳甫斯
古希腊俄尔普斯教（Orphic）的《圣辞》中，最初的最初是时空神柯罗诺斯Chronos。

## 哲学来源
古希臘哲學家亦以原始神建立他们的形而上宇宙學：
- 希罗斯的菲勒塞德斯（前600年 - 前550年）给出了三个永生的原始神明：柯羅諾斯（时间）、宙斯以及克托尼亚（大地）。
- 恩培多克勒（前490年 - 前430年）认为愛芙羅黛蒂（爱）和阿瑞斯（战争）是宇宙分成四元素的主要矛盾因素。
- 柏拉圖在《蒂迈欧篇》（前360年）提到了巨匠造物主“黛米乌尔”從混沌中創造宇宙萬物[1]。